# Black Horse (Eastcote)
O Black Horse é um pub de Grau II na High Road, Eastcote, em Hillingdon, Inglaterra. Foi construído no início do século XIX.